# Cuộc vây hãm Nicaea (1097)
Cuộc bao vây Nicaea diễn ra từ ngày 14 tháng 5 đến ngày 19 tháng 6 năm 1097, là một trận chiến trong cuộc Thập tự chinh thứ nhất.

## Bối cảnh
Thành Nicaea (Iznik), nằm trên bờ phía đông của Hồ Iznik, đã bị người Thổ Seljuk đánh chiếm trong năm 1081, và trở thành thủ đô của Vương quốc Hồi giáo Rum. Năm 1096, Cuộc thập tự chinh nhân dân, giai đoạn đầu của cuộc Thập tự chinh thứ nhất, đã cướp bóc các vùng đất xung quanh thành phố, trước khi bị đánh tan bởi người Thổ Nhĩ Kỳ. Sultan Kilij Arslan I ban đầu đã cho rằng làn sóng thứ hai của cuộc thập tự chinh sẽ không phải là một mối đe dọa đáng kể đến ngai vàng. Vì vậy mà ông để lại gia đình và ngân khố của mình ở lại thành Nicaea và đi về phía đông chiến đấu với vương triều Danishmends để tranh giành quyền kiểm soát Melitene.

## Cuộc bao vây của quân Thập Tự
Các đội quân viễn chinh bắt đầu rời khỏi Constantinopolis vào cuối tháng 4 năm 1097. Godfrey của Bouillon là người đầu tiên đến trước của thành Nicaea, sau đó làBohemund của Taranto cùng cháu trai của ông ta là Tancred, Raymond IV Toulouse, và cuối cùng là Robert II của Flanders cùng với Peter Hermit và một số ít lực lượng còn sót lại của cuộc thập tự chinh nhân dân, và một lực lượng nhỏ của Đông La Mã dưới sự chỉ huy của tướng Boutoumites Manuel. Tất cả các đội quân tập hợp đầy đủ vào ngày 06 tháng 5 và bị thiếu trầm trọng lương thực, nhưng Bohemund đã kịp thời sắp xếp để lương thực được đưa đến bằng đường biển. Thành phố bắt đầu bị vây hãm vào ngày 14 tháng 5, và lực lượng của quân đồng minh bao vây các phần khác nhau của thành phố được bảo vệ với 200 ngọn tháp vững chắc. Bohemund cắm trại ở phía bắc của thành phố, Godfrey đi về phía đông, trong khi Raymond và Adhemar Le Puy bao vây phía nam.

## Sự thất bại của Kilij Arslan
Ngày 16 tháng 5, các đội quân thủ thành người Thổ đã bất ngờ mở cửa thành xông ra ngoài tấn công vào quân viễn chinh, nhưng nhanh chóng đã bị đánh bại trong một cuộc giao tranh và thiệt hại 200 người. Người Thổ Nhĩ Kỳ đã gửi thư tới cho Kilij Arslan và cầu xin ông quay trở lại. Nhận ra sức mạnh của quân viễn chinh, Sultan vội vàng đưa quân về thủ đô. Cánh quân tiên phong của người THổ đã bị đánh bại bởi quân đội của Raymond và Robert xứ Flanders vào 20 tháng 5 và quân đội thập tự chinh đánh bại Kilij và đại quân của ông ta trong một trận chiến kéo dài buổi đêm ngày hôm sau. Mặc dù cả hai bên đều bị thiệt hại nặng nề, nhưng cuối cùng Sultan đã chấp nhận rút lui, bỏ mặc lời cầu xin của người Thổ trong thành Nicaea. Các lực lượng còn lại do Robert Curthose cùng với Ralph de Guader và Stephen của Blois chỉ huy đã đến nơi vào đầu tháng sáu. Trong khi Raymond và Adhemar đã đóng xong một ngọn tháp công thành và dùng nó để tấn công vào tháp Gonatas, tòa tháp lớn nhất của Nicaea trong khi thợ mỏ đã tấn công tòa tháp từ dưới lòng đất. Mặc dù đã gây hư hỏng nặng cho tòa tháp nhưng quân thập tự cũng chưa thể tràn lên các bức tường thành.

## Quân Đông La Mã tới
Hoàng đế Đông La Mã Alexios I lúc đầu đã chọn không đi cùng với quân viễn chinh, nhưng ông đã hành quân đi phía sau họ và đóng quân ở gần Pelecanum. Từ đây, ông đã gửi các con thuyền nhỏ qua đất liền để giúp quân viễn chinh phong tỏa hồ Ascanius, lúc này được sử dụng cung cấp lương thực và vũ khí cho những người bị vây hãm trong Nicaea. Các con thuyền đến nơi ngày 17 tháng 6, dưới sự chỉ huy của tướng Manuel Boutoumites. Tổng tướng quân Tatikios cũng đã đến nơi, cùng với 2.000 lính bộ binh. Alexios đã ra lệnh cho Boutoumites bí mật thương lượng đầu hàng với người Thổ thành phố mà không cho quân thập tự biết. Tatikios đã được lệnh tham chiến với quân thập tự chinh và tiến hành một cuộc tấn công trực tiếp vào các bức tường, trong khi Boutoumites cũng sẽ giả vờ làm như vậy để coi như quân Đông La Mã đã chiếm được thành phố trong trận chiến. Kế hoạch đã được thực hiện và vào ngày 19 tháng 6,người Thổ đầu hàng tướng Boutoumites.
Khi những chỉ huy quân viễn chinh phát hiện ra những gì mà Alexios đã làm, họ đã khá tức giận, bởi họ đã hy vọng có thể cướp bóc tiền bạc và của cải từ thành phố nếu như nó thất thủ. Nhưng tướng Boutoumites lúc này đang giữ chức tổng trấn Nicea đã ban lệnh cấm không cho quân thập tự đi vào trong thành phố thành các nhóm lớn hơn 10 người tại cùng một thời điểm. Boutoumites cũng trục xuất các tướng Thổ, những người mà ông coi là không đáng tin cậy. Gia đình của Sultan Kilij Arslan đã được đưa đến Constantinopolis và cuối cùng đã được trả tự do mà không có bất kỳ khoản tiền chuộc nào. Alexios đã ban tặng cho quân viễn chinh ngựa, vàng bạc, của cải và rất nhiều lương thực nhưng quân thập tự chinh hoàn toàn không hài lòng với điều này, bởi họ tin rằng họ có thể có nhiều hơn nếu họ chiếm được thành Nicaea. Boutoumites đã không cho phép họ rời đi cho đến khi tất cả họ đều đã tuyên thệ lời thề chư hầu với để Alexios, nếu như họ không làm như vậy lúc ở Constantinopolis. Giống như khi ở Constantinopolis, Tancred lúc đầu đã từ chối, nhưng cuối cùng ông cũng đã thề.

## Sau cuộc bao vây
Quân viễn chinh rời khỏi Nicaea vào ngày 26 tháng 6, theo hai cánh quân: Bohemond, Tancred, Robert Flanders, và Taticius  ở quân tiên phong, và Godfrey, Baldwin của Boulogne, Stephen, và Hugh Vermandois ở cánh quân phía sau. Taticius đã được lệnh đi theo để đảm bảo khôi phục lại các thành phố bị mát của đế quốc. Tinh thần của họ đang ở mức cao, và Stephen viết thư cho vợ, phu nhân Adela rằng họ dự kiến sẽ ở Jerusalem trong vòng năm tuần nữa. Ngày 01 Tháng Bảy, họ đã đánh bại Kilij tại Dorylaeum, và tháng mười thì họ đã đến Antioch, nhưng họ đã không nhanh chóng tới được Jerusalem cho đến tận hai năm sau ngày họ rời khỏi Nicaea.